# 史蒂文·亨特
史蒂文·D·亨特（英語：Steven D. Hunter，1981年10月31日—），美国NBA联盟职业篮球运动员。他在2001年的NBA选秀中第1轮第15顺位被奥兰多魔术选中。